# Melanophthalma brevilata
Melanophthalma brevilata es una especie de coleóptero de la familia Latridiidae.

## Distribución geográfica
Habita en Costa de Marfil.